# Water Resources Research
Water Resources Research (que se podría traducir por Investigación de recursos hídricos) es una revista científica revisada por pares publicada por la Unión Americana de Geofísica, que cubre la investigación en las ciencias sociales y naturales del agua. La jefa de redacción es Georgia Destouni (Universidad de Estocolmo), que reemplazó a Martyn Clark (2017-2020).
Según Journal Citation Reports, en 2020 esta revista tiene un factor de impacto  de 5.240.
La revista empezó a publicarse en 1965, con Walter B. Langbein y Allen V. Kneese como editores fundadores.